# Браун, Зак
Зак Бра́ун (англ. Zak Brown; род. 7 ноября 1971, Лос-Анджелес, Калифорния) — американский бизнесмен и бывший профессиональный гонщик, который в данный момент проживает в Лондоне. Браун является главным исполнительным директором команды «Формулы-1» «Макларен» и владельцем команды «United Autosports». Также он является основателем и генеральным директором Just Marketing International (JMI), крупнейшего маркетингового агентства в мире автоспорта. JMI, основанная в 1995 году, была приобретена в 2013 году компанией CSM Sport & Entertainment, подразделением Chime Communications Limited, а Браун стал директором по развитию группового бизнеса.

## Гоночная карьера
В 1984 году Зак Браун принял участие в телевизионной игре Колесо фортуны, где выиграл 3 050 долларов США. На эти деньги он приобрел карт для занятий автоспортом, что стало отправной точкой его увлечения автогонками, а впоследствии и успешной карьеры менеджера в автоспорте.
Браун начал свою гоночную карьеру в картинге в 1986 году. Он выиграл 22 гонки за 5 сезонов, с 1986 по 1990. Затем он переехал в Европу, где завоевал свою первую победу в «Формуле Ford 1600» в Англии, в Донингтон Парке. Браун получил свою первую награду в качестве профессионального автогонщика, получив признание в 1992 году от ассоциации AARWBA (American Auto Racing Writers & Broadcasters Association). В «Benelux Open Lotus Series» 1992 года Браун был включён в топ-10 в каждой из гонок серии. В следующем году Браун занял 4-е место.
Начиная с этого момента, Браун соревновался по обе стороны Атлантики, выступая в Северной Америке в «Toyota Atlantic Series» в дополнение к «Benelux Open Lotus Series» и британскому чемпионату «Формулы-3». Racing For America, Inc. назвали его «самой многообещающей молодой звездой Америки». В середине 90-х Браун добавил к своему резюме две новые гоночные серии, дебютировав в «Indy Lights» в 1995 году на автодроме Лагуна Сека и соревнуясь в немецком чемпионате «Формулы-3» в 1996 году.
В течение оставшейся части десятилетия Браун в основном соревновался в Америке, заняв второе место в категории GT2 в знаменитой гонке на выносливость «24 часа Дайтоны» в 1998 году, как один из гонщиков на заводской команды Порше, «Roock Racing». Он занял второе место в 1998 году в гонке «12 часов Себринга» и третье место на Роуд Атланта в том же году.

### 2000 и позже
Браун взял отпуск от профессиональных гонок между 2001 и 2005, чтобы сосредоточиться на работе в Just Marketing International. В 2006 году Браун возвращается в 24-часовую гонку «Britcar», выиграв её в своей категории в составе команды из четырёх пилотов. В 2007 году Браун вернулся к гонкам в серии Ferrari Challenge 2007 в составе «конюшни» из шести машин, выставленной Феррари из Вашингтона. В своём дебюте в Фонтана он стартовал c поул-позиции, лидировал каждый круг гонки и, затем, одержал победу. В следующем году Браун вернулся в соревнования в полную силу и постоянно находился в первых рядах. Сезон 2008 года был отмечен его победой на автодроме Жиля Вильнева в Монреале.
В 2009 году Браун и Ричард Дин основали «United Autosports». Это профессиональная спортивная гоночная команда с технической базой в Великобритании и маркетинговой базой в США.
В 2010 году команда завоевала третье место в категории GT3 в гонке «24 часа Спа».
Свою первую победу команда одержала в 2011 году на британском чемпионате GT.
В 2012 году команда участвовала в гонках серии Blancpain Endurance на автомобилях McLaren МР4-12С и британском чемпионате GT на гоночной версии суперкара Audi R8 LMS. Команда также участвовала в гонках «12 часов Дубая», «12 часов Батерста», Кубке GT Макао и «24 часа Спа». Браун выиграл последний раунд британского чемпионата GT в Донингтон парке вместе с Альвару Паренте в качестве уайлд-кард на McLaren МР4-12С GT3.
Он регулярно участвует в исторических гонках, таких как Исторический Гран-при Монако.
В 2013 году Зак выступал в течение всего сезона британского чемпионата GT на McLaren МР4-12С GT3. В 2014 и 2015 годах он сосредоточился на исторических гонках и принял участие в ряде дорожных ралли.
Зак Браун имеет состояние размером 150 млн долларов США.

## «United Autosports»
Браун основал спортивную гоночную команду «United Autosports» со своим деловым партнёром Ричардом Дином в 2009 году. Команда участвует в гонках по всему миру, таких как Кубок GT Макау, «24 часа Спа», «12 часов Абу-Даби», а также «12 часов Батерста» в Австралии. Историческое подразделение «United Autosports» подготавливает и контролирует исторические гоночные автомобили, как для собственной коллекции Брауна, так и для клиентов.

## McLaren Technology Group
21 ноября 2016 года Браун был объявлен новым исполнительным директором McLaren Technology Group после того, как Рон Деннис был вынужден уйти. Вместо того, чтобы напрямую заменить Денниса на посту генерального директора, Браун стал подчиняться непосредственно Исполнительному комитету группы. Джонатан Нил (главный операционный директор) и Браун совместно возглавили бизнес в рамках первого этапа по переходу группы к новой организационной структуре.
10 апреля 2018 года Зак Браун стал генеральным директором команды «Макларен» в рамках операционной реструктуризации группы McLaren.  В соответствии с новой структурой управления, гоночный директор Эрик Булье стал подчиняться непосредственно Брауну.

## Historic Motorsports Productions
Браун запустил историческую гоночную серию в 2010 году вместе с Бобби Рахалом. Её цель заключается в том, чтобы владеть, управлять и организовывать серию исторических гоночных событий высшего качества и связанным с ними образом жизни на исторических площадках Северной Америки. Ежегодно мероприятия будут организованы в Барбер Моторспортс Парке, на автодроме Монт-Трембланта и гоночной трассе Себринг.